# Klas Fåhræus

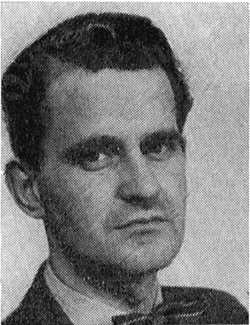
Klas Fåhræus

Klas Fåhræus, född 29 juni 1918 i Kungsholms församling, Stockholm, död 29 januari 2008 i Danderyds församling, Stockholms län
, var en svensk arkitekt. 
Fåhræus, som var son till professor Robin Fåhræus och Daga Waern, var officer vid Svea artilleriregemente 1940–1945 och blev kapten i nämnda regementes reserv 1949. Han utexaminerades från Kungliga Tekniska högskolan 1950 och från Kungliga Konsthögskolan 1956. Han anställdes vid Byggnadsstyrelsen 1954, var stadsarkitekt i Djursholms stad från 1958 och bedrev egen arkitektverksamhet. 
Klas Fåhræus har bland annat ritat krematoriet och kapellen vid Råcksta begravningsplats